# کریستوفر بورگلی
کریستوفر بورگلی (انگلیسی: Kristoffer Borgli؛ زادهٔ ۱۹۸۵) کارگردان و فیلم‌نامه‌نویس اهل نروژ است. او نویسندگی و کارگردانی فیلم سناریوی رؤیایی محصول ۲۰۲۳ با بازی نیکلاس کیج را بر عهده داشته است.

## زندگی‌نامه
کریستوفر بورگلی در سال ۱۹۸۵ در اسلو، نروژ به دنیا آمد. او در یکی از حومه‌های کوچک اسلو بزرگ شد؛ جایی که اسکیت‌سواری و ساخت ویدئوهای کوتاه، بخش عمده‌ای از دوران نوجوانی‌اش را تشکیل می‌داد. در حدود سن ۱۶ سالگی، او کار در یک فروشگاه ویدئو را آغاز کرد و حدود سه یا چهار سال در آن‌جا مشغول به کار بود؛ تجربه‌ای که علاقه‌اش به سینما را برانگیخت و او را به مسیر فیلم‌سازی سوق داد.